# Grob-Werke
Die Grob-Werke GmbH & Co. KG (Eigenschreibweise: GROB-WERKE) ist die Konzernmutter der Grob-Gruppe. Das Familienunternehmen ist im Bereich Universalmaschinen, Montageanlagen, Systemlösungen, Elektromobilität, Additive Fertigung, Automation und Digitalisierung tätig. Die Grob-Werke haben ihren Stammsitz im oberschwäbischen Mindelheim im Landkreis Unterallgäu.

## Geschichte
Die Grob-Werke wurden 1926 von Ernst Grob in München gegründet. Zunächst konzentrierte man sich auf die Produktion von Werkzeugmaschinen und ab 1935 auf Verbrennungsmotoren, wodurch der Betrieb im Zweiten Weltkrieg als „kriegswichtig“ galt. Es wurden zwischen 50 und 100 Kriegsgefangene als Zwangsarbeiter eingesetzt, die in einem eigenen Lager auf dem Firmengelände in der Hofmannstraße 50 untergebracht waren. Im Jahr 1944 wurde das Werk durch alliierte Luftangriffe auf München großflächig zerstört und im Jahr 1945 wiederaufgebaut. Die Grob-Werke gehören mit zu den Einzahlern in die Stiftungsinitiative der deutschen Wirtschaft zur Entschädigung von Zwangsarbeitern.
Seit 1952 leitete Burkhart Grob (* 26. März 1926; † 20. Mai 2016) die Firma. 1956 wurde das erste ausländische Werk in São Paulo (Brasilien) gegründet.
1968 wurde das Stammwerk in Mindelheim errichtet, wo man mit der Herstellung von Transferstraßen begann. 1976 wurde das Werk in München schließlich komplett geschlossen und der Firmensitz vollständig nach Mindelheim verlegt. 1971 wurde die Burkhart Grob Luft- und Raumfahrt GmbH & Co. KG gegründet und begann mit dem Bau von Segelflugzeugen. Von der britischen Royal Air Force erhielt Grob 1998 ihren bis dahin größten Auftrag. Insgesamt 85 Trainings-Sportflugzeuge G-115 D sollten für die Royal Air Force innerhalb von zwei Jahren geliefert werden. Einen weiteren Großauftrag erhielt Grob 1998 von General Motors und BMW Rover. Für die Bearbeitung und Montage von Zylinderköpfen sowie Motorblöcken erhielt Grob Aufträge über 320 Millionen DM.
In den folgenden Jahren investierte Grob unter anderem in neue Hallen sowie die eigenen Niederlassungen in Brasilien und den USA. Im Jahr 1999 übernahm Markus Grob, Sohn von Burkhardt, die Führung der Gruppe, nachdem er mehrere Jahre die Grob Systems Inc. in USA geleitet hatte. 2003 begann Grob mit dem Aufbau von Niederlassungen für Service und Vertrieb in Peking und Shanghai. Die Grob-Werke bestanden bis 2006 aus den unabhängigen Unternehmensbereichen Werkzeugmaschinen und Luft- und Raumfahrt. Der Unternehmensbereich Luft- und Raumfahrt wurde 2006 verkauft und firmierte danach als Grob Aerospace AG, seit 2009 als Grob Aircraft AG. Burkhart Grob verstarb 2016 und Christian Grob, Sohn der Frau von Burkhardt, führte die Gruppe als neuer Aufsichtsratsvorsitzender fort. Im Jahr 2017 kaufte Grob den italienischen Maschinen- und Anlagenbauer für Elektromotoren DMG meccanica in Turin und stieg damit in die Elektromobilität ein.
2021 ging Grob eine strategische Kooperation mit der Manz AG im Bereich Lithium-Ionen-Batteriesysteme ein. Aufgrund der Wende zur Elektromobilität erhöhte sich die Nachfrage nach Batterieproduktionstechnik und die Kooperation ermöglichte es Grob, den gesamten Produktionsprozess von Lithium-Ionen-Batteriezellen und -Modulen anzubieten. 2022 beteiligte sich die Dürr AG an der Kooperation.
Weiterhin begann Grob die Expansion am Stammsitz in Mindelheim. Mit einer Investition von 19 Millionen Euro startete der Bau einer neuen Halle und bestehende Hallendächer wurden seit 2023 vermehrt verstärkt und mit Photovoltaik-Modulen ausgestattet. Als Grund für diese Erweiterungen am Stammsitz nennt Grob unter anderem die Ausrichtung auf erneuerbare Energien, wofür 2023 zudem eine dritte Energiezentrale, basierend auf Wärmepumpen und Biomasse, zur nachhaltigen Wärmeversorgung in Planung ging. International erweiterte Grob seine Standorte im indischen Bengaluru und in Bluffton (Ohio).

## Unternehmensstruktur
Die Grob-Werke GmbH & Co. KG ist das Mutterunternehmen der Grob-Gruppe. Im Geschäftsjahr 2021/22 beschäftigte Grob 8085 Mitarbeiter und erwirtschaftete einen Umsatz von über 1,37 Milliarden Euro. Knapp die Hälfte des Umsatzes wird durch Maschinen für Elektroantriebe und Batteriespeichertechnologien generiert. Der Standort Mindelheim ist seit 1976 Stammwerk der Grob-Werke und damit auch Stammsitz. Das Mindelheimer Werk hat eine Produktionsfläche von mehr als 199.000 Quadratmetern.

Das Unternehmen hat neben dem Stammwerk Mindelheim Produktionsstätten in Bluffton (Ohio) (USA), Dalian (China), São Paulo (Brasilien), Pianezza (Italien) und Bengaluru (Indien).

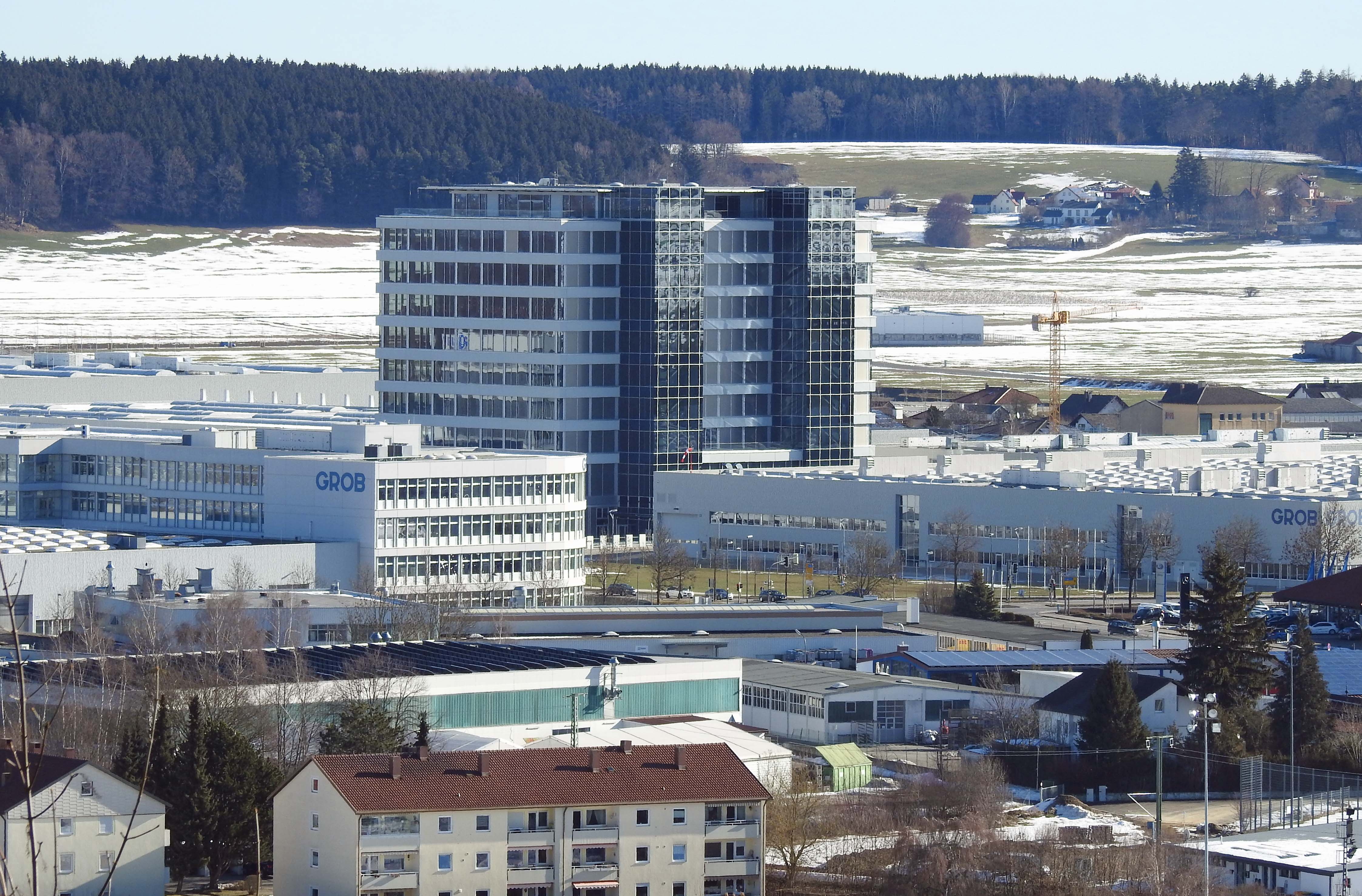
Grob-Werke in Mindelheim (2019)

### Standorte und Beteiligungen
- Grob-Werke GmbH & Co. KG, Mindelheim
- B. Grob do Brasil S.A. (seit 1956), São Paulo, Brasilien
- Grob Systems, Inc. (seit 1983), Bluffton (Ohio), USA
- Grob Machine Tools U.K. Ltd. (seit 1990), Birmingham, England
- Grob Mexico S.A. de C.V. (seit 2000), Querétaro, Mexiko
- Grob Machine Tools (China) Co., Ltd. Beijing Branch (seit 2003), Peking, Volksrepublik China
- Grob Korea Co., Ltd. (seit 2005), Suwon, Südkorea
- Grob Machine Tools (China) Co., Ltd. Shanghai Branch (seit 2005), Shanghai, Volksrepublik China
- Grob Machine Tools India Pvt. Ltd. (seit 2009), Hyderabad (Indien), Indien
- Grob Machine Tools (China) Co., Ltd. (seit 2011), Dalian, Volksrepublik China
- Grob Hungaria Kft. (seit 2012), Győr, Ungarn
- Grob Italy S.r.l. (seit 2015), Pianezza, Italien
- Grob Polska Sp. z o.o. (seit 2015), Posen, Polen
- Grob Systems, Inc. (seit 2016), Detroit (Michigan), Vereinigte Staaten
- Grob Benelux BV (seit 2018), SH Hengelo, Niederlande
- Grob Schweiz AG (seit 2018), Baar, Schweiz
- Grob France S.A.R.L., Senlis, Frankreich
- Grob Vietnam Co., Ltd., Hải Phòng, Vietnam
- Grob Japan K.K., Yokohama, Japan
- Grob Machine Tools (Thailand) Co., Ltd. (seit 2022), Bangkok, Thailand[1]
- Grob Turkey (seit 2024), Kartal, Istanbul[25]
- Grob Austria GmbH (seit 2025), Steyr, Österreich[26]

## Produkte
Die Grob-Werke sind im Bereich Universalmaschinen, Montageanlagen, Systemanwendungen, Elektromobilität, Additive Fertigung, Automation und Digitalisierung tätig. Die Gruppe liefert ihre Werkzeugmaschinen vor allem an die Autoindustrie, weshalb sich die Produkte und Services von Grob an den Entwicklungen in der Automobilindustrie orientieren.

### Universalmaschinen, Montageanlagen und Automation
Die Grob-Werke entwickeln und bauen Bearbeitungszentren und Montageeinrichtungen, Digitalisierungs- und Automationsanwendungen, sowie Verkettungssysteme für Produktions- und Montagelinien. Hier ist Grob besonders in der Planung und Erstellung kompletter Fertigungsanlagen für Motoren, Fahrzeuggetriebe, Einspritzpumpen und Ähnliches tätig. Die Universalmaschinen finden in verschiedenen Bereichen Anwendung, darunter in der Automobilindustrie, in der Energie- und Medizintechnik, in der Luft- und Raumfahrt sowie im Maschinen-, Werkzeug- und Formenbau. Die 4- und 5-Achs-Universalmaschinen können beispielsweise filigrane Bauteile zerspanen oder fertigen. Ein weiteres Standbein ist der Bau von Sondermaschinen für Transferstraßen. Zu den von Grob vertriebenen Montageanlagen gehören unter anderem Anlagen zur Statorproduktion mit Hairpin-Technologie, Rotorproduktion und Batteriemodulmontage, welche eine vollautomatische Herstellung für Fahrzeugantriebe ermöglichen.

### Zerspanungstechnik
Die Grob-Werke bieten verschiedene Maschinenkonzepte im Zerspanungsbereich an, welche von der Autoindustrie genutzt werden. Die von Grob angebotenen Anlagen bestehen aus einzelnen modular aufgebauten Bearbeitungszentren sowie Sondermaschinen und sind individualisierbar. Beispielsweise ist die 2023 präsentierte G520F aus der F-Serie für die Bearbeitung von Batteriegehäusen und Leichtbauteilen wie Rahmenstrukturen und Fahrwerksteilen entwickelt worden.

### Elektromobilität und industrielle Elektromotoren
Im Zuge der grünen Wende stieg Grob in die Entwicklung der Elektromobilität ein und passte die Unternehmensstruktur entsprechend an. In diesem Bereich werden vorrangig Produkte für Batterietechnologie und den elektrischen Antriebsstrang entwickelt und produziert. Dazu gehören Batteriepacksysteme, Batteriemodulanlagen sowie Großanlagen zur Batteriezellenproduktion. Weitere Teilbereiche sind die Komplettmontage von E-Motoren sowie Stator- und Rotor-Montage mit Permanentmagnettechnik. Weiterhin entwickelt das Unternehmen individuelle Verfahren und Systeme, beispielsweise für die Bearbeitung von Struktur- und Fahrwerksteilen oder Beschichtungen von Motorenbauteilen.
Der Bereich der E-Mobilität macht über 60 % des Geschäfts von Grob aus. Zu den Kunden gehören europäische, amerikanische und asiatische Autohersteller, im asiatischen Raum sind es hauptsächlich neue chinesische Hersteller.

### Additive Fertigung
Im Bereich der Additiven Fertigung entwickelte Grob das Fertigungsverfahren Liquid-Metal-Printing (LMP), durch welches individuell angepasste endkonturnahe Aluminiumbauteile hergestellt werden können. Dies soll die Nachteile der zuvor oft genutzten pulverbasierten additiven Fertigung ausgleichen.

### Digitalisierung
Zum Bereich Digitalisierung gehört unter anderem eine von den Grob-Werken entwickelte Software, durch welche alle Bereiche der Produktion von Grob-Werkzeugmaschinen digital gekoppelt und die einzelnen Module organisiert werden können.